# Concepción Picciotto

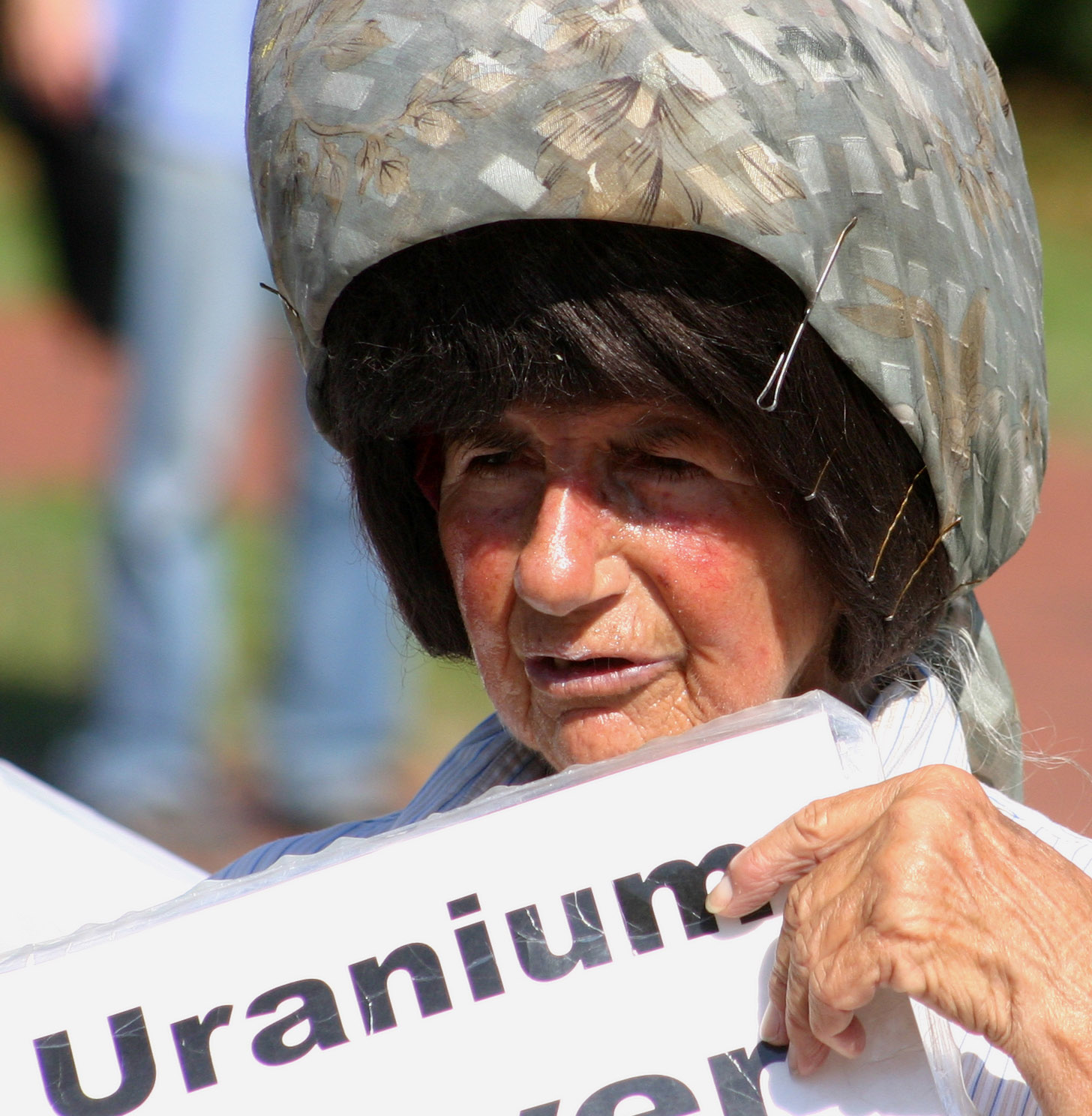
Concepción Picciotto en 2005.

Concepción Picciotto (nombre de nacimiento María de la Inmaculada Concepción Martín), también conocida como Conchita o Connie (Vigo, 15 de enero de 1936 – Washington D. C., 25 de enero de 2016), fue una activista y pacifista española que desde el 1 de agosto de 1981 se manifestó ininterrumpidamente en Lafayette Square (Washington D. C.), enfrente de la Casa Blanca en su llamado campamento de la paz, rebelándose contra la proliferación de las armas nucleares. Según las normas del Servicio de Parques Nacionales, los activistas no podían dormir en la plaza, por lo que estaban obligados a turnarse en su vigilia y cumplir también otras condiciones respecto al campamento. Dicho acto es la protesta política más larga en la historia de los Estados Unidos.

## Biografía
Concepción Martín nació en Vigo (España) y emigró a los Estados Unidos a los 18 años de edad. En sus primeros años en el país trabajó en el consulado español de Nueva York. Durante su estancia en esa ciudad se enamoró de Joe Picciotto, un hombre de negocios de origen italiano y en 1966 se casó con él, tomando su apellido y nacionalizándose norteamericana. El matrimonio adoptó una niña de origen argentino. Sin embargo, en el año 1974 se divorciaron. Tras una batalla legal posterior, Concepción perdió la custodia de su hija, además de su casa y de su trabajo en el consulado. A partir de entonces comenzó otra lucha en los tribunales para recuperar la custodia de su hija, que se transformó en una batalla contra el sistema legal estadounidense y, finalmente, en una protesta contra el gobierno de los Estados Unidos.
El 23 de enero de 1981, influenciada por el ejemplo del activista William Thomas Hallenback Doubting (fallecido en el 2009 a los 61 años de edad), Concepción Picciotto comienza su vigilia en la acera situada junto a la valla de la Casa Blanca, delante del número 1600 de Pennsylvania Avenue, aunque posteriormente fue obligada a cambiarse a la acera de enfrente. Su protesta se inicia por la nueva legislación sobre el Servicio de Parques Nacionales de Estados Unidos y la intensifica durante los desfiles organizados en los aledaños de la Casa Blanca. Debido a estas críticas, Concepción fue condenada a 90 días de cárcel.
Concepción Picciotto residió en la Casa de la Paz en Washington D. C. junto a otros activistas y pacifistas. Esa casa había sido comprada por William Thomas con los 90 000 dólares que había recibido en el año 1999  por la herencia de su madre. Años después, la vivienda fue a su vez heredada por Ellen Thomas cuando falleció su marido William Thomas. En la Casa de la Paz, conocida también como Occupy Peace House o Embajada de los Pueblos, residían activistas políticos y pacifistas. La vivienda funcionaba como un hogar de acogida para todos ellos (tanto estadounidenses como del resto del mundo). En el año 2015, Peace House fue vendida por su propietaria, que se trasladó a Carolina del Norte.
El 25 de enero del año 2016, Concepción falleció en el refugio para personas sin hogar N Street Village perteneciente a la Iglesia Evangélica Luterana, en Washington D. C. Su vigilia en Lafayette Square, frente a la Casa Blanca, se prolongó durante los mandatos de cinco presidentes norteamericanos: Ronald Reagan, George H. W. Bush, Bill Clinton, George W. Bush y Barack Obama.

## Apariciones en documentales y obras literarias
Concepción Picciotto apareció en el año 2004 en la película-documental de Michael Moore de título Fahrenheit 9/11, así como en el falso documental Ruta 66. También, apareció en otro documental realizado por Al Jazeera titulado The Oracles of Pennsylvania Avenue, en donde se relata la vida de los activistas Concepción Picciotto, William Thomas, Ellen Thomas y Norman Mayer. Asimismo, su figura fue visibilizada y puesta en valor en La vida entera, una pieza dramática del escritor español Carlos Contreras Elvira que pudo verse en el Teatro María Guerrero de Madrid (Centro Dramático Nacional) en 2019 y que ha sido publicada en forma de libro en 2021.